# Adam Bahdaj
Adam Bahdaj (írói álnevei: Jan Kot, Dominik Damian) (Zakopane, 1918. január 2. – Varsó, 1985. május 7.) lengyel író, költő, magyar műfordító, a II. világháború idején a Tátrában futárként szolgált.

## Élete

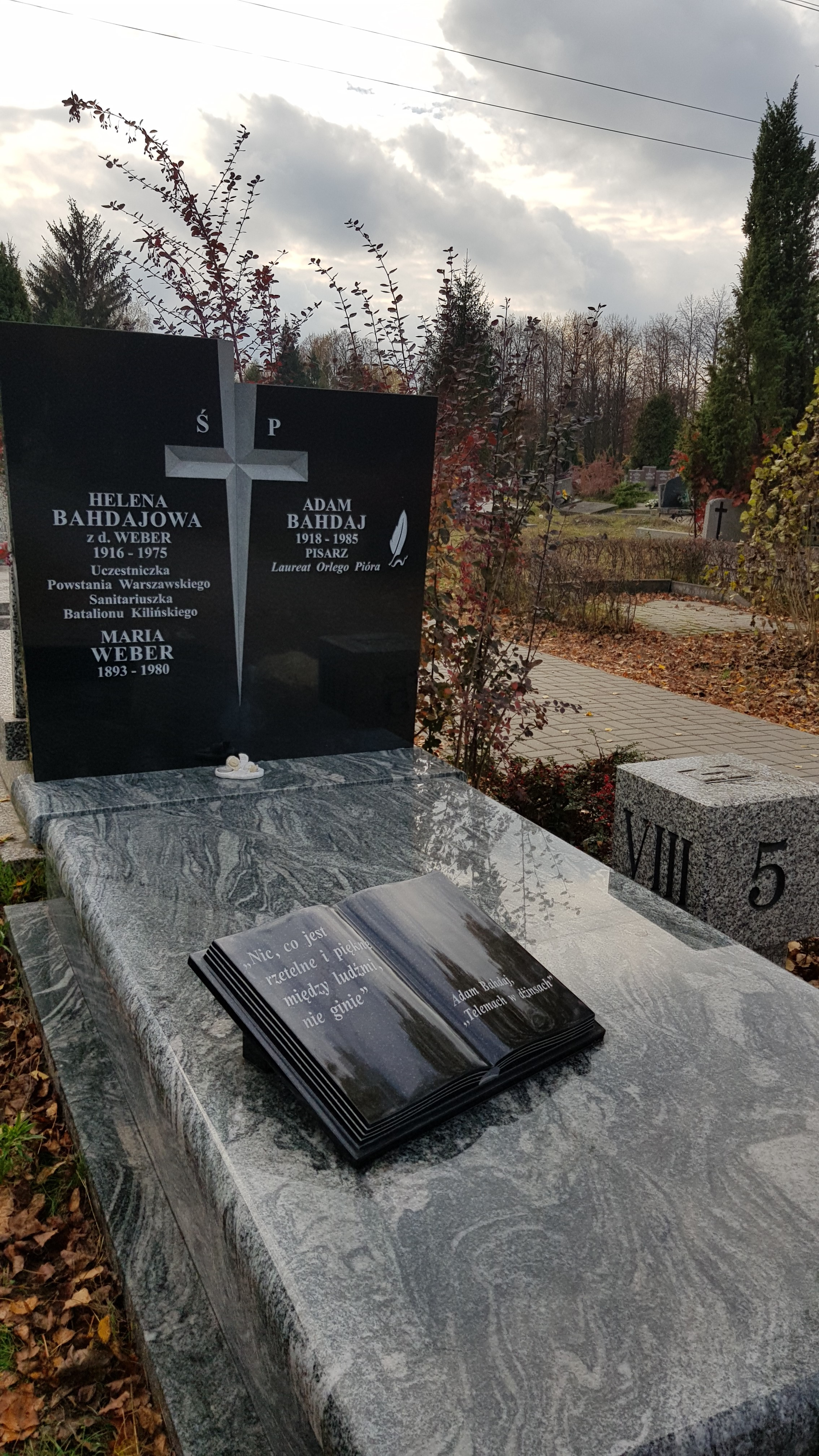
Sírja a varsói Északi városi temetőben

Tanulmányait Krakkóban a Jagelló Egyetem jogi karán, valamint Varsóban a Közgazdaságtudományi Egyetemen végezte. 1939-ben ellenállóként részt vett a német megszállás elleni küzdelemben, majd Magyarországra menekült, és csak 1945-ben tért vissza Lengyelországba. Magyarországi tartózkodása alatt emigráns aktivistaként és íróként dolgozott. Publikációi a Wieści z Polski és a Biblioteka Polska kiadványokban jelentek meg. Első verses kötetét (Iskry spod młota) és novelláját (Z pamiętnika samotnika) Jan Kot álnév alatt írta 1942-ben. Az emigráció más tagjaival is tartotta a kapcsolatot, többek között a Kolozsvárott élő és dolgozó Kazimiera Iłłakowiczówna lengyel írónővel, akivel együtt fordította Tamási Áron Ábel a rengetegben című regényét. 1943-ban jelent meg Székely népballadák (Seklerskie ballady ludowe) című könyve, ami a székelység balladáinak magyar nyelvről lengyelre való fordításait tartalmazta Ortutay Gyula előszavával. Petőfi Sándor verseit is fordította.
1945-től 1950-ig újságíróként dolgozott Krakkóban és Varsóban, majd ezt követően már csak az irodalomnak élt. Több tucat gyermek- és ifjúsági könyvet írt, amelyek témája a sport, a kaland és a krimi, illetve az antifasiszta ellenállás is, de utóbbi főképp az időszak kezdetén. A fiataloknak szóló munkáit humorral és a természet iránti csodálattal töltötte meg. Bűnügyi regényei Dominik Damian névvel jelentek meg. Több könyvét Dávid Csaba (írói álnév: Dino Francesco), Cservenits Jolán, Fejér Irén és Mészáros István fordította magyarra.
Számos film forgatókönyvét írta meg, illetve számos film készült írásai alapján. A Pik-Pok nevű pingvinről szóló regényéből 1988-1992 között Łódźban népszerű animációs sorozat készült. Több lengyel és nemzetközi, irodalmi és állami díj nyertese. Fia Marek Bahdaj forgatókönyvíró.

## Magyarul megjelent művei
- Félidő 0:1, 1-2.; ford. Mészáros István; Móra, Bp., 1961, 400 o.
- A fekete esernyő. Regény; ford. Cservenits Jolán; Móra, Bp., 1966 (Delfin könyvek), 238 o.
- Az elcserélt kalap. Regény; ford. Dávid Csaba; Móra, Bp., 1973 (Delfin könyvek), 223 o.
- A holdfény-rend lovagja. Regény; ford. Dávid Csaba; Egyetemi Nyomda, Bp., 1975 (Kozmosz könyvek), 157 o. ISBN 9632110811
- A fekete sombrero. Regény; ford. Fejér Irén; Móra, Bp., 1975 (Delfin könyvek), 345 o. ISBN 9631104664
- A pilóta és én; szöveg Adam Bahdaj, rajz Danuta Konwicka, ford. Bába Mihály; Nasza Ksiegarnia–Móra, Warszawa–Bp., 1976, 24 o.
- Pik-pok, a kis pingvin; ford. Simándi Klára; Móra, Bp., 1979, 88 o. ISBN 9631112411

## Fordítás
- Ez a szócikk részben vagy egészben a Adam Bahdaj című lengyel Wikipédia-szócikk ezen változatának fordításán alapul.  Az eredeti cikk szerkesztőit annak laptörténete sorolja fel. Ez a jelzés csupán a megfogalmazás eredetét és a szerzői jogokat jelzi, nem szolgál a cikkben szereplő információk forrásmegjelöléseként.
- Ez a szócikk részben vagy egészben a Adam Bahdaj című cseh Wikipédia-szócikk ezen változatának fordításán alapul.  Az eredeti cikk szerkesztőit annak laptörténete sorolja fel. Ez a jelzés csupán a megfogalmazás eredetét és a szerzői jogokat jelzi, nem szolgál a cikkben szereplő információk forrásmegjelöléseként.